# Emily Barker
Emily Barker, född 1983 i Bridgetown, Western Australia, är en australisk gitarrist och singer-songwriter. Hon uppträder med bandet The Red Clay Halo.  

## Diskografi
- 2008 – Photos. Fires. Fables.
- 2008 – Despite the Snow
- 2011 – Almanac